# Yoson
L'Yoson est une rivière française, qui coule dans le département de l'Indre, en région Centre-Val de Loire. C'est un affluent gauche de la Claise, donc un sous-affluent de la Loire par la Creuse, et la Vienne.

## Géographie
Longue de 25 km, elle naît sur la commune de Nuret-le-Ferron. Son confluent avec la Claise est situé sur le territoire de la commune de Mézières-en-Brenne. L'Yoson coule globalement du sud-est vers le nord-ouest dans la région naturelle de la Brenne.

### Communes et cantons traversés
Dans le seul département de l'Indre, l'Yoson traverse les quatre communes, de l'amont vers l'aval, de Nuret-le-Ferron (source), Méobecq, Vendœuvres, Mézières-en-Brenne (confluence).
Soit en termes de cantons, l'Yoson prend source dans le canton de Saint-Gaultier, conflue dans le canton du Blanc, le tout dans l'arrondissement du Blanc.

### Bassin versant
L'Yoson traverse une seule zone hydrographique « la Claise du rau de l'Etang Vieux (NC) au L611700 (C) » (L611) de 492 km2 de superficie. Ce bassin versant est constitué à 56,01 % de « territoires agricoles », à 36,04 % de « forêts et milieux semi-naturels », à 7,09 % de « surfaces en eau », à 0,91 % de « territoires artificialisés », à 0,04 % de « zones humides ».

### Organisme gestionnaire
Le syndicat mixte d’aménagement de la Brenne, de la Creuse, de l’Anglin et de la Claise (SMABCAC) est l'organisme gestionnaire du cours d'eau.

## Affluents
L'Yoson a six tronçons affluents référencés, trois bras et les trois ruisseaux : 
- trois bras pour 4,9 km sur les deux communes de Vendœuvres et Méobecq.
- l'Étang du Grand Mez (rd[note 1]), 2,7 km sur la seule commune de Méobecq.
- le Rossignol (rd) 14,6 km[4] sur les quatre communes de Vendœuvres, la Perouille, Méobecq, Neuillay-les-Bois,  avec un seul affluent :
  - le Moury (rd), 10,3 km[5] sur les trois communes de Vendœuvres, Méobecq, Neuillay-les-Bois.
- la Fosse Noire (rg), 10,3 km[6] sur les trois communes de Vendœuvres, Méobecq et Nuret-le-Ferron.

### Rang de Strahler
Donc son rang de Strahler est de trois par la Rossignol et le Moury.

## Aménagements et écologie

### Pêche et poissons
Le cours d'eau est de deuxième catégorie ; les poissons susceptibles d’être péchés sont : ablette, barbeau commun, black-bass à grande bouche, brème, brochet, carassin, gardon, goujon, perche, poisson-chat, rotengle, sandre, silure et tanche.